# Leo Meert
Leo Maria Josephus Gislenus Antonius Meert (Sint-Niklaas, 26 augustus 1880 - Antwerpen, 13 augustus 1963) was een Belgisch industrieel, romanschrijver, actief in de Vlaamse Beweging en activist.

## Levensloop
Leo Meert was een zoon van Pierre Meert (1842-1928) en Eulalie Van Eyck (1838-1915) en broer van Edmond Meert. Hij trouwde in 1904 met Irena de Mullewie (*1884). Ze kregen een zoon, Maurits Meert (*1904).
Hij volgde zijn vader op aan het hoofd van de breigoedfabriek Flandria in Sint-Niklaas. Hij was ook auteur van een paar romans.
In 1906 hield hij op het Nederlandsch Taal- en Letterkundig Congres in Brussel een pleidooi voor de vervlaamsing van het bedrijfsleven. In 1908 was hij medestichter, samen met onder meer Lieven Gevaert, van het Vlaamsch Handelsverbond, voorloper van het Vlaams Economisch Verbond, waarvan hij voorzitter werd.
In 1915 begon een eerder chaotische levensloop. Hij vestigde zich in Den Haag en van daaruit sloot hij aan bij het activisme. In 1917 keerde hij naar Brussel terug en werd lid van de Raad van Vlaanderen. De Duitsers belastten hem met de Koolenverdeling voor Vlaanderen. Dit monopolie leverde grote winsten op. Hij werd ook de leider van Volksopbeuring, een caritatieve organisatie die de steun had van de bezetter.
Zijn politieke houding bracht hem bij de unionistische groep van Duitsgezinde activisten, die verhoopten een sterke partij op te richten die binnen een federaal België een machtsbasis zou opbouwen.
In november 1918 vluchtte hij naar Den Haag. Hij werd er lid van het Vlaamsch Comité en gebruikte het tijdens de oorlog verdiende geld om steun te verlenen aan uitgeweken activisten en om Vlaams-nationalistische agitatie te financieren.
Dit bleef niet duren en in 1920 week hij uit naar Dresden, waar hij opnieuw in de textielsector actief werd. Hij bleef verder een opstand van de Vlamingen tegen België aanmoedigen. Tijdens de Tweede Wereldoorlog woonde hij in Bad Godesberg en in 1950 verhuisde hij naar Antwerpen, waar hij woonde, zonder verdere activiteiten, tot aan zijn dood.

## Publicaties
- Duivenmelkers, 1905.
- Van jongere geslachten, 1906.
- Op de weg des levens, 1908.
- Over het activisme in Vlaanderen, 1918.
- De nood van het land, roman, 1925.
- De waterbrug, 1936.
- Kamiel Standaert's wonderbare klim, 1950.
- Hoe het leven stuwt, memoires (onuitgegeven)

## Maurits Meert
De zoon van Leo Meert (*1904) verhuisde in 1920 mee naar Dresden en werd er helemaal Duitser. Hij verwierf de Duitse nationaliteit en werd lid van de NSDAP. Tot in 1939 was hij vertegenwoordiger voor Rijnlandse textielfabrieken. In 1939 werd hij lid van de geheime diensten bij de Abwehrstelle II en gaf o.m. Nederlandse les aan Duitse agenten. In voorbereiding van de Tweede Wereldoorlog werd hij leider van een Sondergruppe die uit 24 leden bestond, bestemd voor acties in België en Nederland en die de Sondergruppe Student heette, nadat general Student er de leiding van nam.
Etienne Verhoeyen schreef: "In maart 1940 werd de groep voor een pioniersopleiding naar het kamp Wahnerheide bij Keulen gezonden. De groepsleden kregen op 6 mei 1940 bevel zich naar Fliegerhorst Gütersloh te begeven. Daar werden ze in groepjes verdeeld. Meert en zes anderen landden in de ochtend van 10 mei 1940 op het vliegveld Waalhaven bij Rotterdam, waar ze zich met de staf van het Erste Fallschirmjägerregiment in verbinding stelden. Meert kreeg opdracht Nederlandse gevangenen en officieren te ondervragen. Vervolgens begaf hij zich naar de Moerdijkbruggen, waar hij dezelfde rol vervulde. Voor deze inzet kregen hij en zijn kameraden op 25 mei 1940 het Eiserne Kreuz tweede klas. De overige leden van de Sondergruppe waren na 10 mei 1940 rechtstreeks naar de plaatsen gestuurd waar ze als Abwehragent moesten functioneren." Tegen die tijd overleed zijn vrouw. Hij ging een relatie aan met Maria De Hen, de zus van de Antwerpenaar Jules De Hen, die de nieuwberichten in het Nederlands verzorgde voor Radio Bremen. Zij zorgde voor de opvoeding van Meerts twee zonen.
In juni 1940 werd Meert overgeplaatst naar Abwehrstelle II Ast Belgien en ingekwartierd in hotel Century in Antwerpen. Hij richtte een Werkschutz op bij de scheepswerven Cockerill. Hij werd 'referent' voor het bedrijfsleven bij de kommandantur in Antwerpen en beheerder van 'vijandige en Joodse vermogens'. In maart-juni 1942 volgde hij in Duitsland een Abwehr-cursus over de omgang met wapens, springstoffen en voertuigen.
Op 29 juni 1942 werden voor de opleiding van aspirant-agenten van de Abwehr, de Sabotage-Schule en de Außenstelle II Antwerpen opgericht. Maurits Meert was er een van de instructeurs. In 1943 kreeg hij opdracht om in West-Vlaanderen een soort 'stay behind'-groep van vertrouwensmannen op te richten, die in geval van geallieerde invasie, achter de linies inlichtingsactiviteiten zou ontwikkelen en sabotagedaden zou verrichten. Hij overtuigde een zestigtal West-Vlamingen om hieraan mee te werken. Na de Bevrijding werd hierover niets meer gehoord: de meeste van die V-mannen werden immers, op grond van andere vormen van collaboratie, gearresteerd in het kader van de epuratie.
Meert vertelde later dat er op de school les werd gegeven in kaartlezen, kompasgebruik, 'Bewegung im Gelande', camouflage, wapenkennis, het maken van situatieschetsen en het opstellen van berichten. Praktijkoefeningen in schieten en in het gebruik van springmiddelen en sabotagemateriaal werden gegeven in het oude fort van 's-Gravenwezel nabij Antwerpen.
Na de oorlog werd hij gearresteerd en aan België uitgeleverd. Men vond heel wat documenten in zijn woning in Antwerpen en  in 1948 stelde hij een uitgebreide nota op voor de Belgische Staatsveiligheid en stelde zijn dagboeken over de jaren 1942-43 ter beschikking. Het onderzoek tegen hem werd zonder gevolg geklasseerd en hij werd weer over de Duitse grens gezet.